# Большое Кемяярви
Большое Кемяярви — озеро на территории Паданского сельского поселения Медвежьегорского района Республики Карелии.

## Общие сведения
Площадь озера — 1,2 км². Располагается на высоте 149,5 метров над уровнем моря.
Форма озера продолговатая: вытянуто с северо-запада на юго-восток. Берега каменисто-песчаные, местами заболоченные.
Из юго-восточной оконечности озера вытекает безымянная протока, втекающая в озеро Лайгаярви, через которое протекает река Волома, впадающая в Сегозеро.
К северу от озера проходит дорога местного значения.
Код объекта в государственном водном реестре — 02020001111102000007642.